# 现场支付
现场支付是指交易者面对面的进行支付操作，比如现金交易。对电子支付而言，则是指各种电子支付卡通过受理终端进行交易，比如银行卡、RF-SIM卡等。
对照远程支付。